# Palatul Kensington

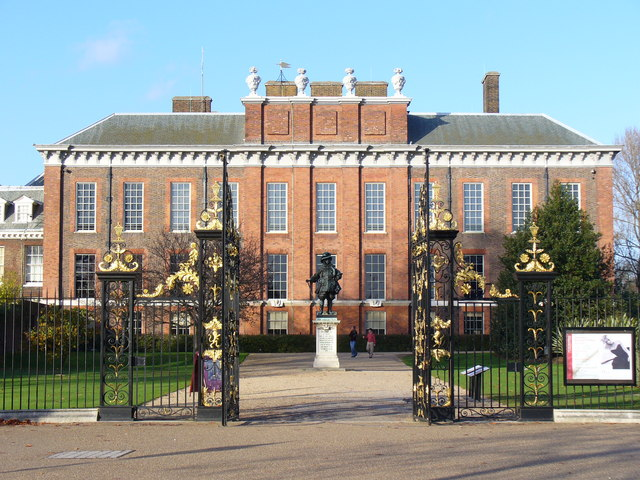
Palatul Kensington în 2006

Palatul Kensington este o reședință regală situată în Londra, Anglia. Este reședința familiei regale britanice începând cu secolul al XVII-lea și este actuala reședință oficială a Ducelui și Ducesei de Cambridge, Prințului Harry, Ducelui și Ducesei de Gloucester, Ducelui și Ducesei de Kent, Prințului și Prințesa Michael de Kent și a Prințesei Eugenie.
Regina Victoria a trăit în acest palat construit în secolul al XVII-lea până la ascensiunea pe tron. A fost reședința oficială a Dianei, Prințesă de Wales (până la decesul din 1997), a Prințesei Margaret (până la decesul din 2002) și a Prințesei Alice (până la decesul din 2004).
Astăzi câteva camere sunt deschise publicului. Palatul conține numeroase picturi și alte obiecte din Royal Collection.

## Istoric

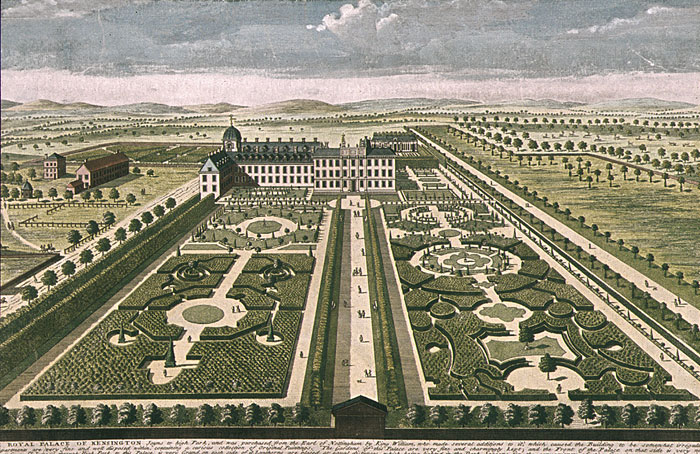
Palatul Kensington și grădinile sale, concepute de Jan Kip.

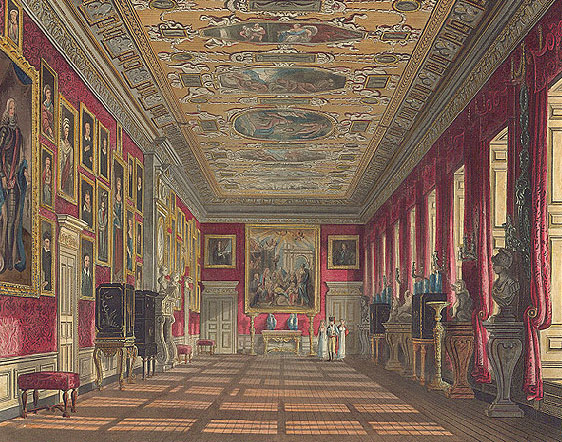
Galeria regelui de la Palatul Kensington.

Palatul Kensington a fost inițial un conac cu două etaje construit de Sir George Coppin în 1605, în satul Kensington. Conacul a fost achiziționat în 1619 de Heneage Finch, primul conte de Nottingham și a fost cunoscut sub numele de Nottingham House. La scurt timp după ce William și Mary au urcat pe tron ca monarhi în 1689, au început să caute o locuință mai potrivită pentru confortul astmaticianului William, deoarece Palatul Whitehall era prea aproape de râul Tamisa, cu ceață și inundații, care afectau sănătatea fragilă a lui William. 
În vara anului 1689, William și Mary au cumpărat Casa Nottingham de la secretarul de stat Daniel Finch, al 2-lea Conte de Nottingham, pentru 20.000 de lire sterline. Apoi au cerut lui Sir Christopher Wren, Inspector al lucrărilor Regelui, să înceapă o expansiune imediată a casei. Pentru a economisi timp și bani, Wren a păstrat structura intactă și a adăugat un pavilion cu trei etaje în fiecare dintre cele patru colțuri, oferind mai multe spații de cazare pentru rege și regină și pentru suita lor. Apartamentele reginei erau situate în pavilionul de nord-vest iar ale regelui în sud-est. Când Wren a reorientat casa cu fața la vest, a construit aripile de nord și de sud cu intrări separate. Palatul a fost înconjurat de peluze tăiate drept și grădini impunătoare, amenajate cu cărări și paturi de flori în unghi drept, după moda olandeză. Curtea regală s-a mutat la palat cu puțin înaintea Crăciunului din 1689, și pentru următorii 70 de ani, Palatul Kensington a fost reședința favorită a monarhilor britanici,  deși reședința oficială a curții a fost și a rămas la Palatul St.James.
Îmbunătățirile adiționale la scurt timp după aceea, au inclus extinderea apartamentelor reginei Mary prin construirea Galeriei Reginei, iar după un incendiu în 1691, scara regelui a fost reconstruită din marmură și a fost construită o cameră de gardă, îndreptată spre partea de jos a scărilor. William a construit Frontul de Sud, după proiectul lui Nicholas Hawksmoor, care a inclus și Galeria Regilor, unde a atârnat multe lucrări din colecția sa de picturi. Mary a II-a a murit de variolă în palat în 1694, iar în 1702, William a căzut de pe cal la Hampton Court și a fost adus la Palatul Kensington, unde a murit în urma unei pneumonii.

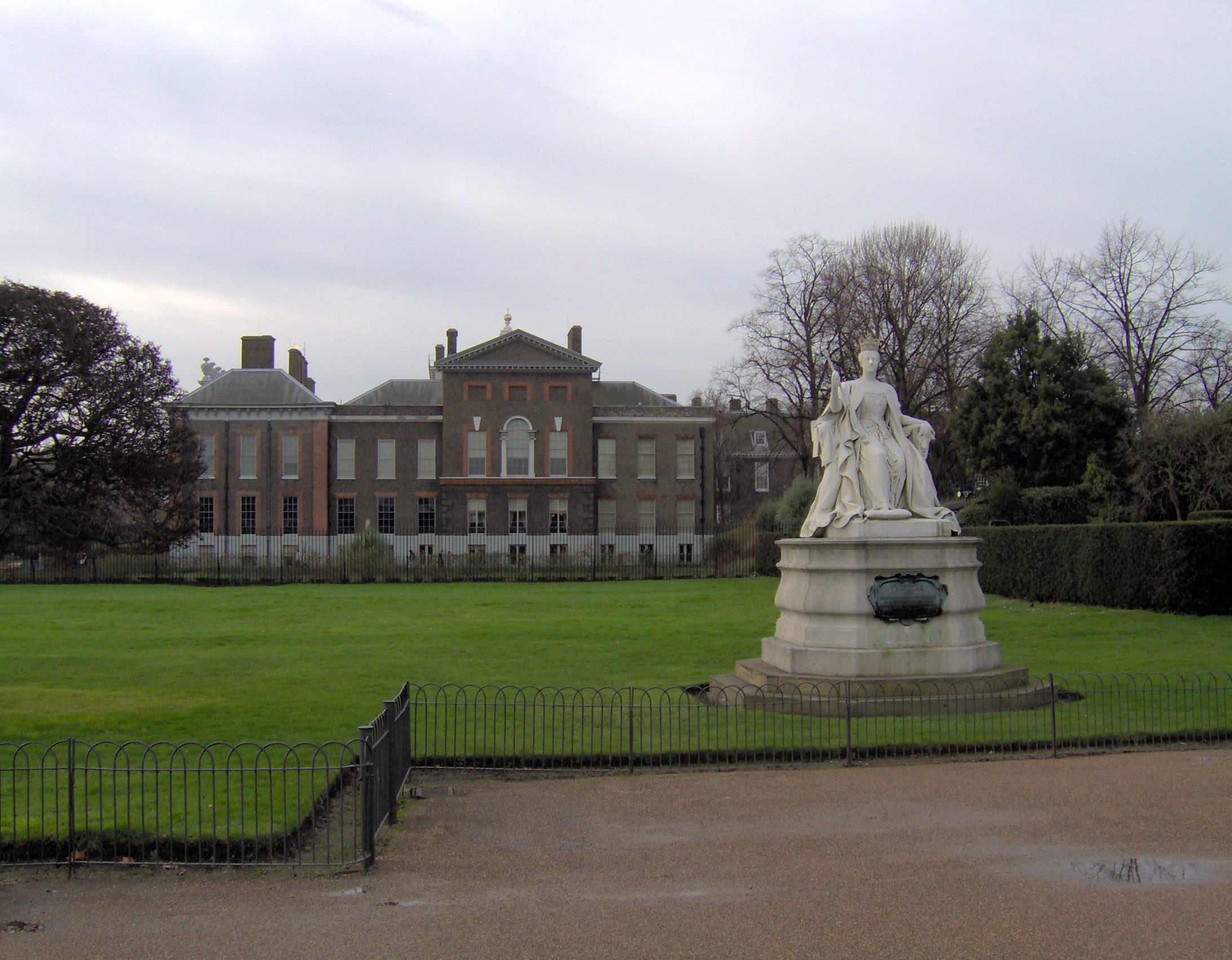
Palatul Kensington și statuia reginei Victoria.

După decesul regelui William al III-lea, palatul a devenit reședința reginei Ana. Sir John Vanbrugh a conceput pentru ea Oranjeria în 1704 și o magnifică grădină în stil baroc întinsă pe 121.000 m² a fost construită de Henry Wise (celebru grădinar englez).
În secolul al XVIII-lea, în clădire au fost amenajate apartamente oficiale impunătoare, cu picturi murale și tavane pictate de William Kent. În 1722 el a proiectat Sala Cupolei. În 1819 în Sala Cupolei a fost botezată Prințesa Victoria, cre s-a născut la Kensington, în apartamentele Ducelui și Ducesei de Kent.
Ultimul monarh care a folosit Palatul Kensington a fost George al II-lea. Charles Bridgeman a reconceput grădinile palatului într-o formă încă recognoscibilă astăzi.
După decesul regelui George al II-lea la palat în 1760, Palatul Kensington a fost pus la dispoziția membrilor secundari ai famiiei regale, inclusiv la tânăra fiică a Ducelui de Kent care a locuit la palat cu mama sa. Regina Mary (bunica actualului monarh al Regatului Unit) s-a născut la Palatul Kensington în 1867. Părinții ei, Ducele și Ducesa de Teck, locuiau în palat. Eduard al VII-lea numea palatul "o grămadă de mătuși" din cauza numărului mare de rude regale care aveau reședința aici.
În 1981, apartamentele 8 și 9 au fost combinate pentru a crea reședința de la Londra a proaspătului cuplu Prințul și Prințesa de Wales, Charles și Diana iar după divorț a rămas reședința Dianei până la moartea sa din 1997. Fiii ei, Prințul William și Prințul Harry, au mers la grădinița locală și la școala primară din Notting Hill și au crescut la Palatul Kensington.
În 2008, s-a anunțat că începând cu 2010 pentru a putea continua să trăiască în palat la apartamentul 10, Prințul și Prințesa Michael de Kent trebuie să plătească o chirie de 120.000 £ pe an.
La 6 noiembrie 2011 s-a anunțat că Ducele și Ducesa de Cambridge se vor muta de la reședința lor temporară de la Nottingham Cottage la Palatul Kensington, la fosta reședință a Prințesei Margaret. Renovarea a necesitat 18 luni și a costat 4,5 milioane de lire (7,6 de milioane de dolari). Costurile clădirilor au inclus un nou sistem de încălzire, sistem electric, tencuieli, îndepărtarea azbestului precum și un acoperiș nou. Ducele și Ducesa de Cambridge au păstrat multe dintre detaliile originale ale locuintei dar au folosit o paletă de culori subtile de bejuri, crem și tonuri de pământ. Cuplul regal s-a mutat în apartament cu fiul lor, Prințul George de Cambridge, în octombrie 2013. La 28 martie 2012, s-a anunțat că Prințul Harry și-a mutat reședința de la Casa Clarence într-un apartament cu un dormitor la Palatul Kensington.

## Gallery

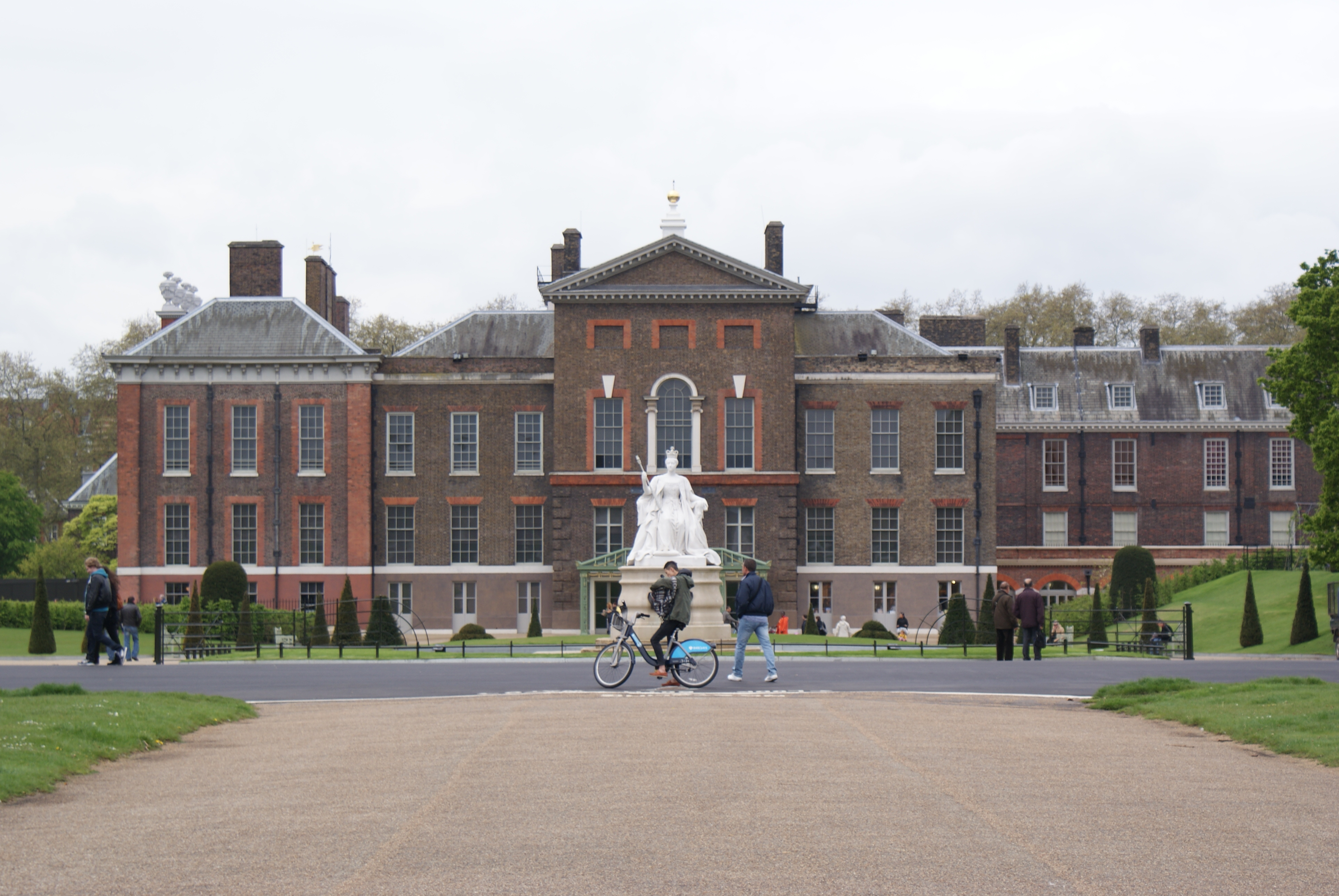
Palatul Kensington în 2012
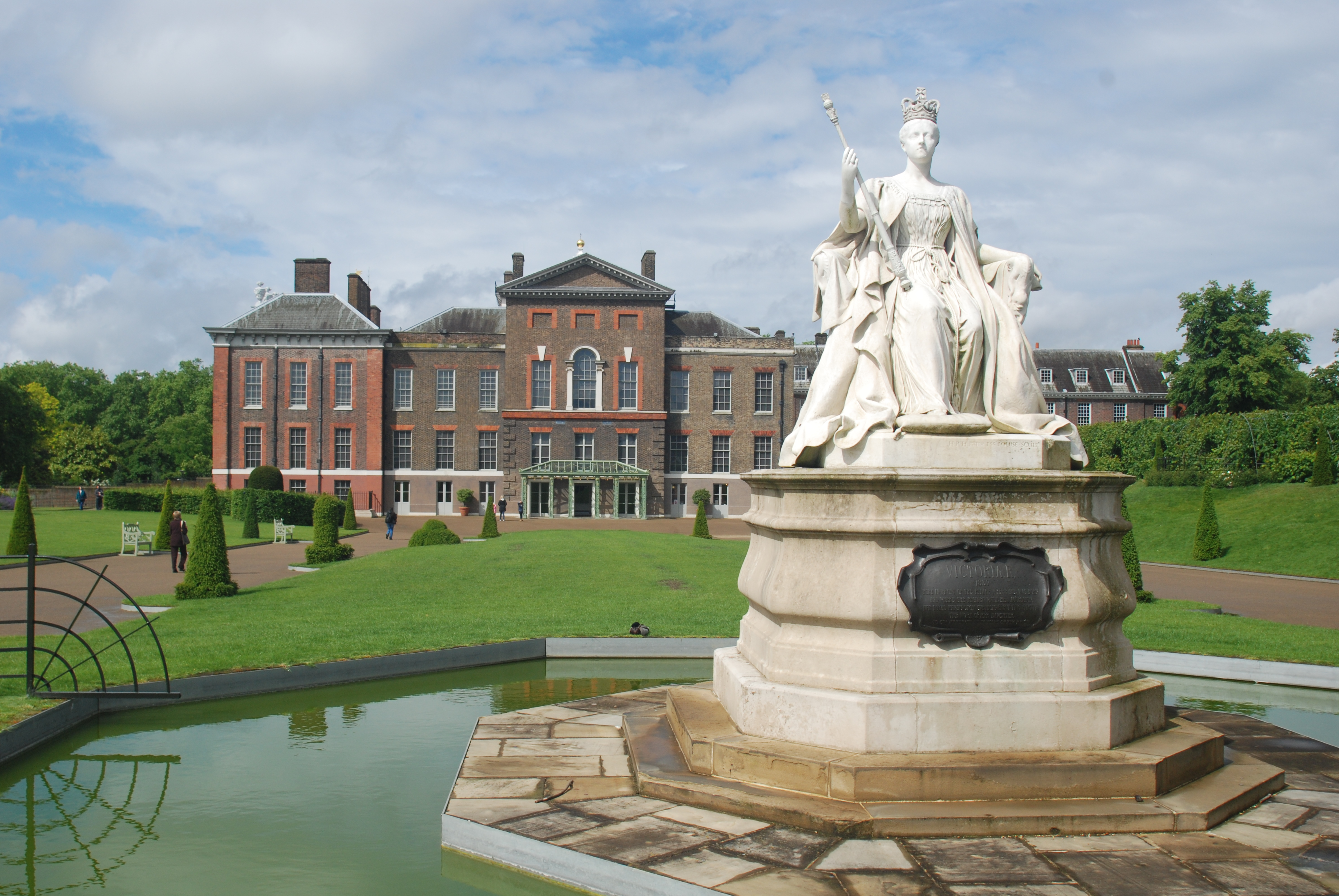
Palatul Kensington în 2014
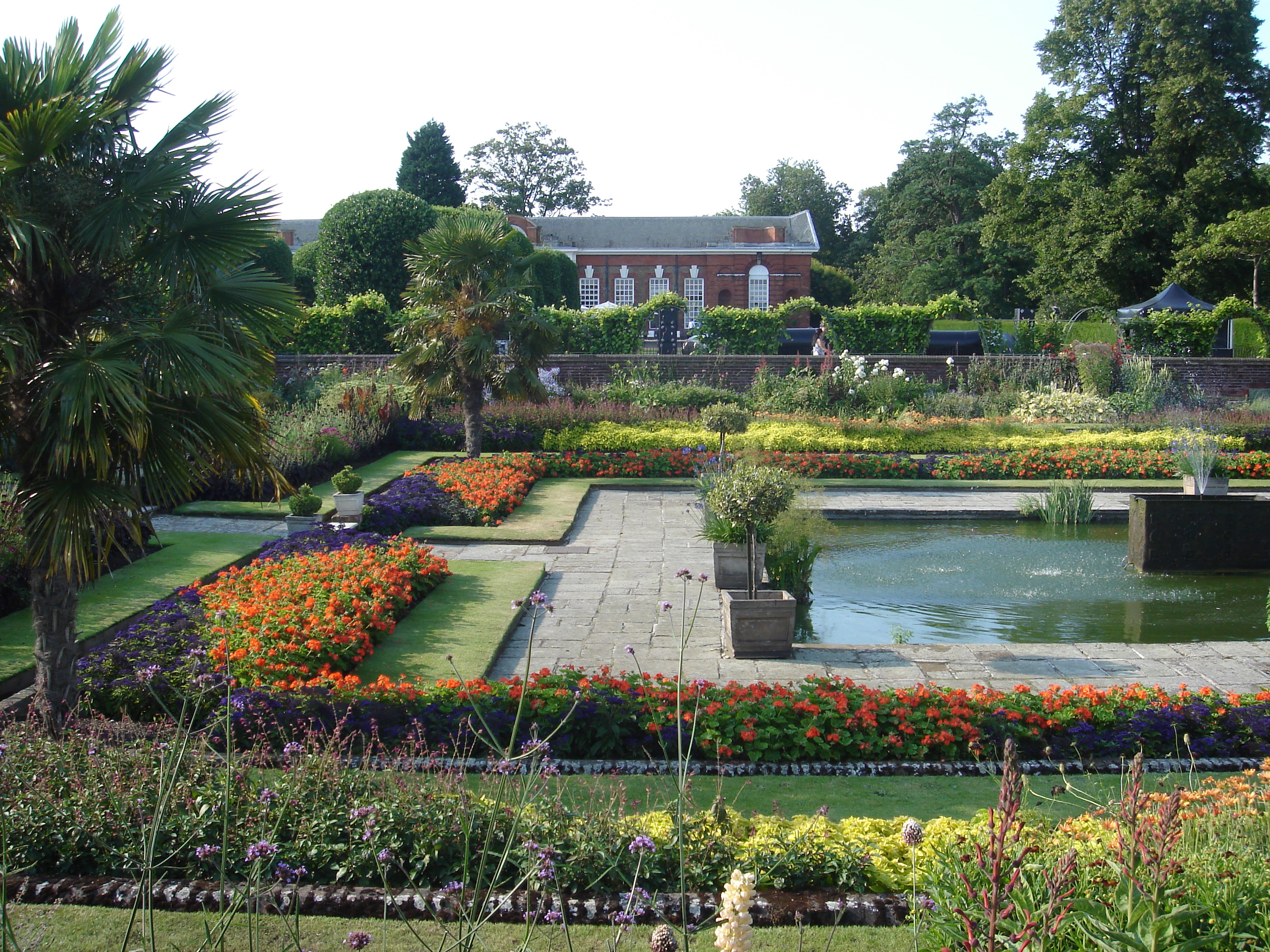
Gradina scufundata
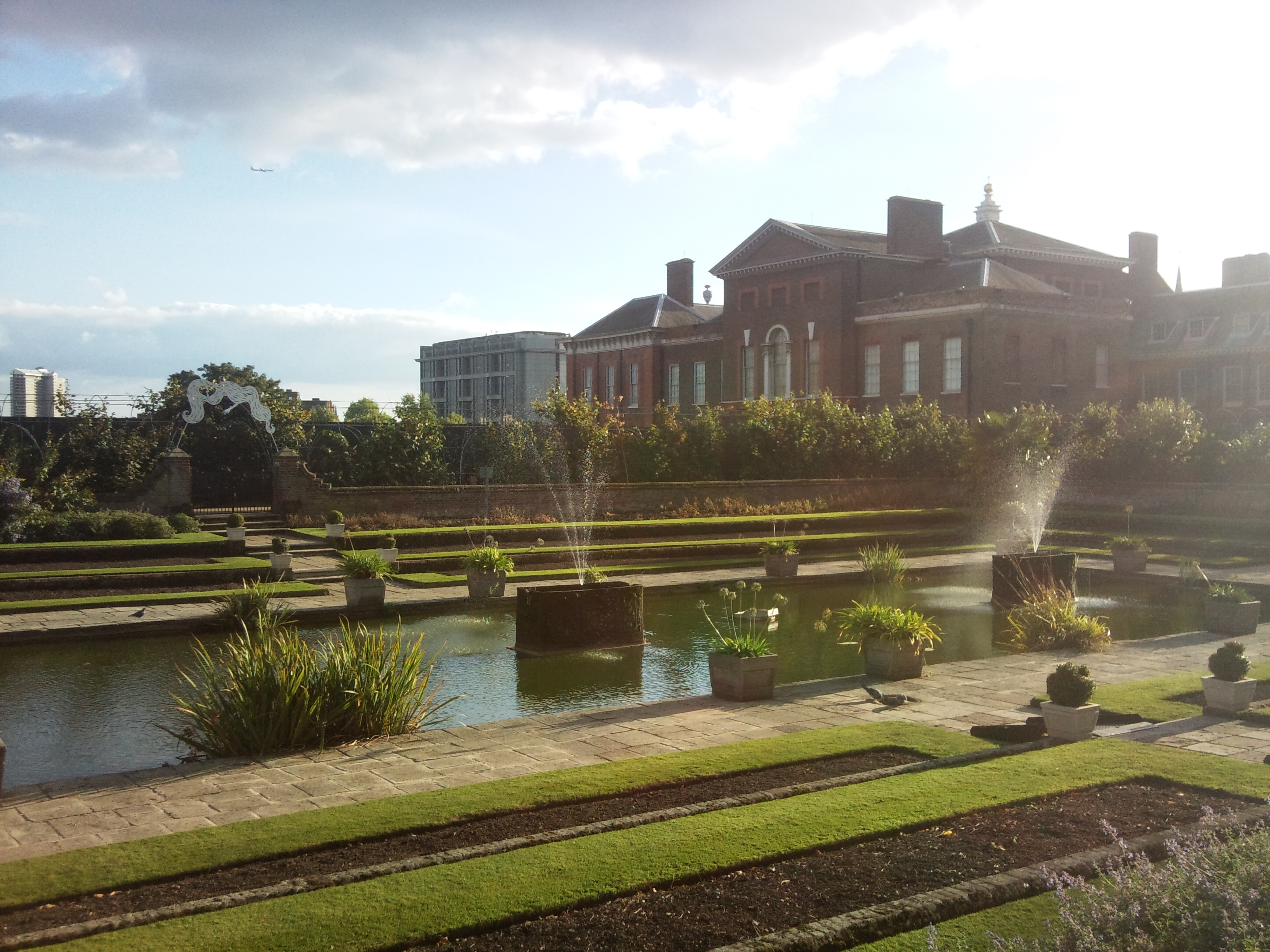
O vedere a fântânilor și iazurilor de la Palatul Kensington
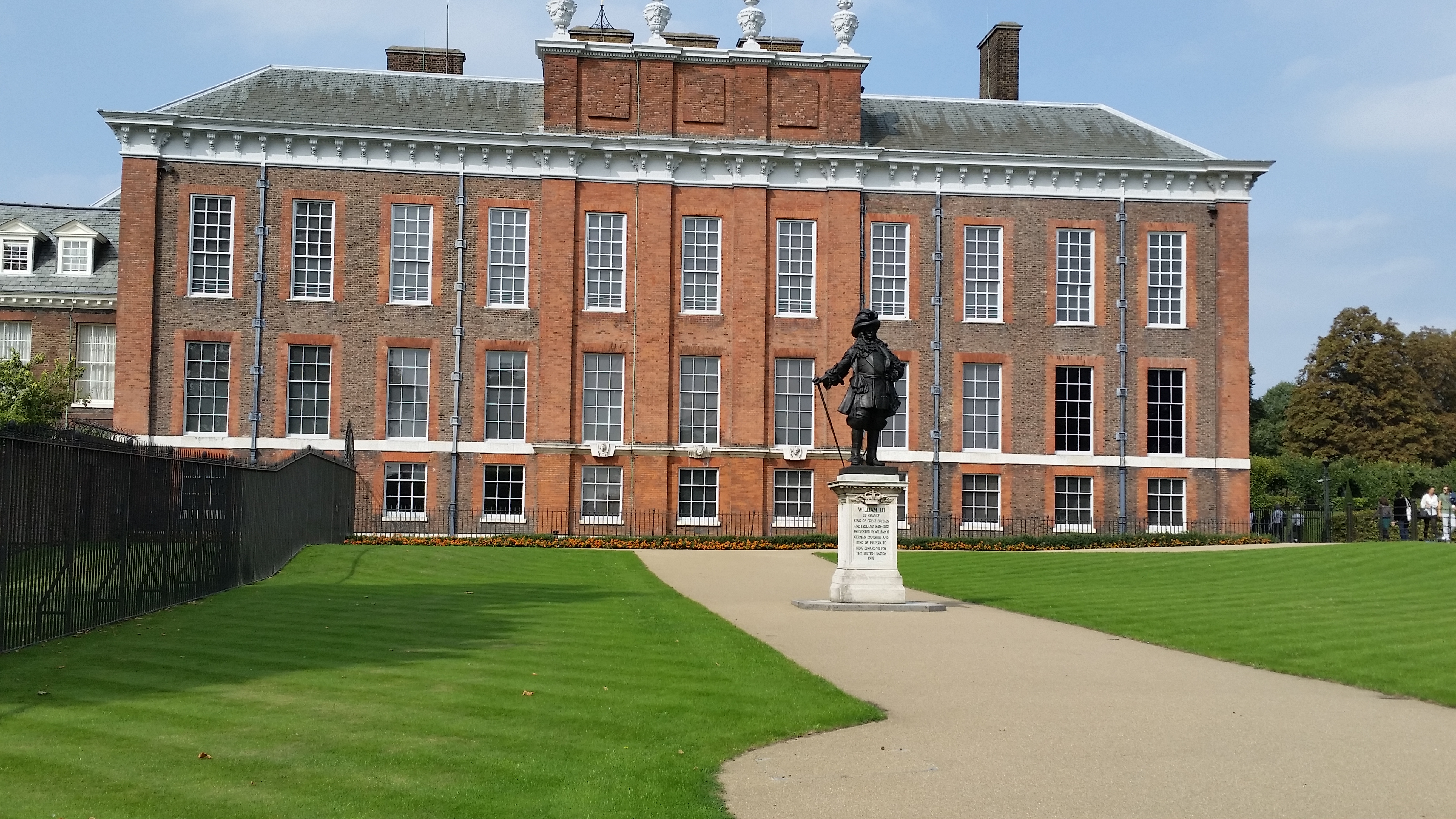
Vedere de la sud a Palatului Kensington, Londra, Anglia
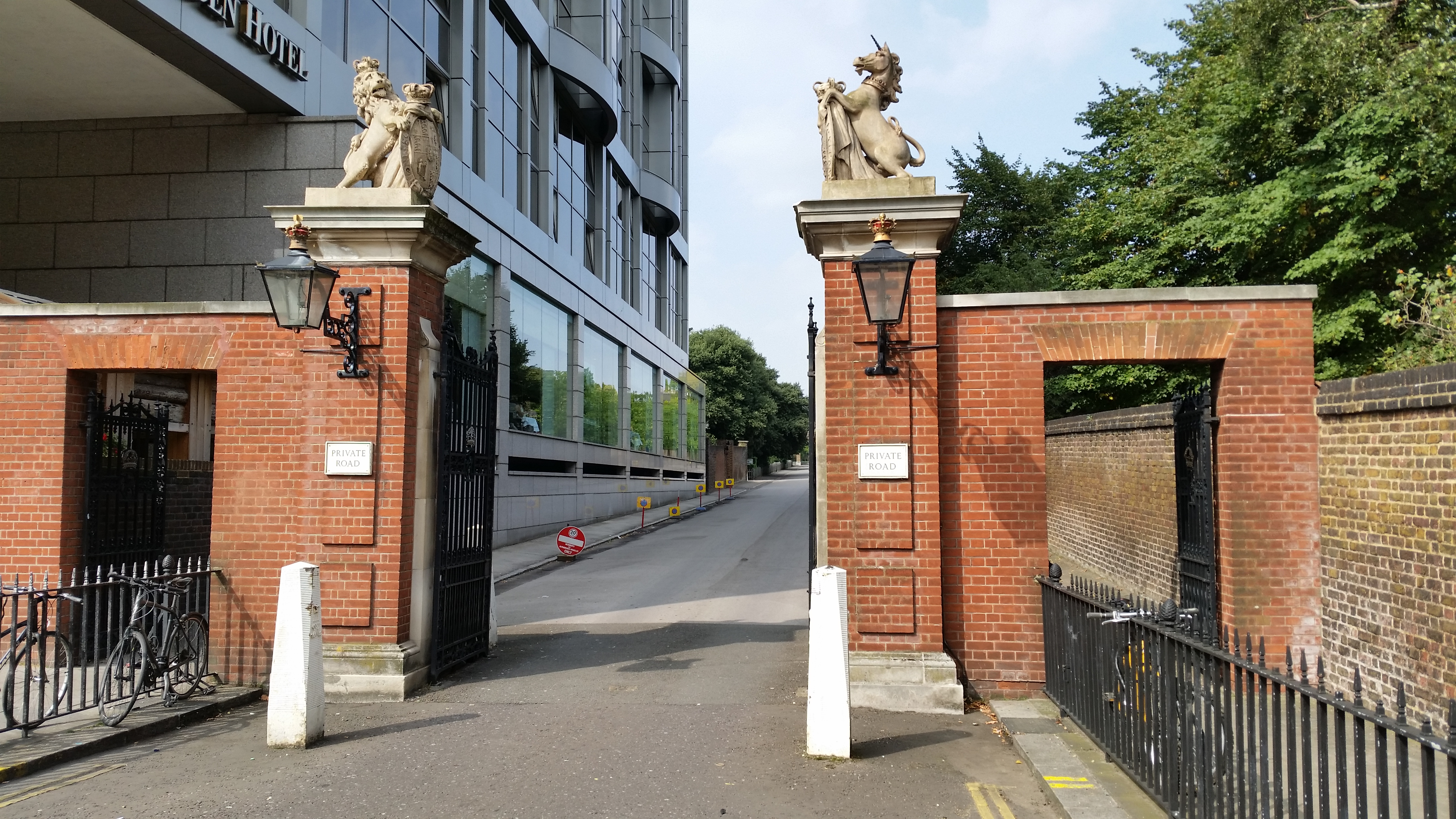
Poarta de intrare din sud spre Palatul Kensington
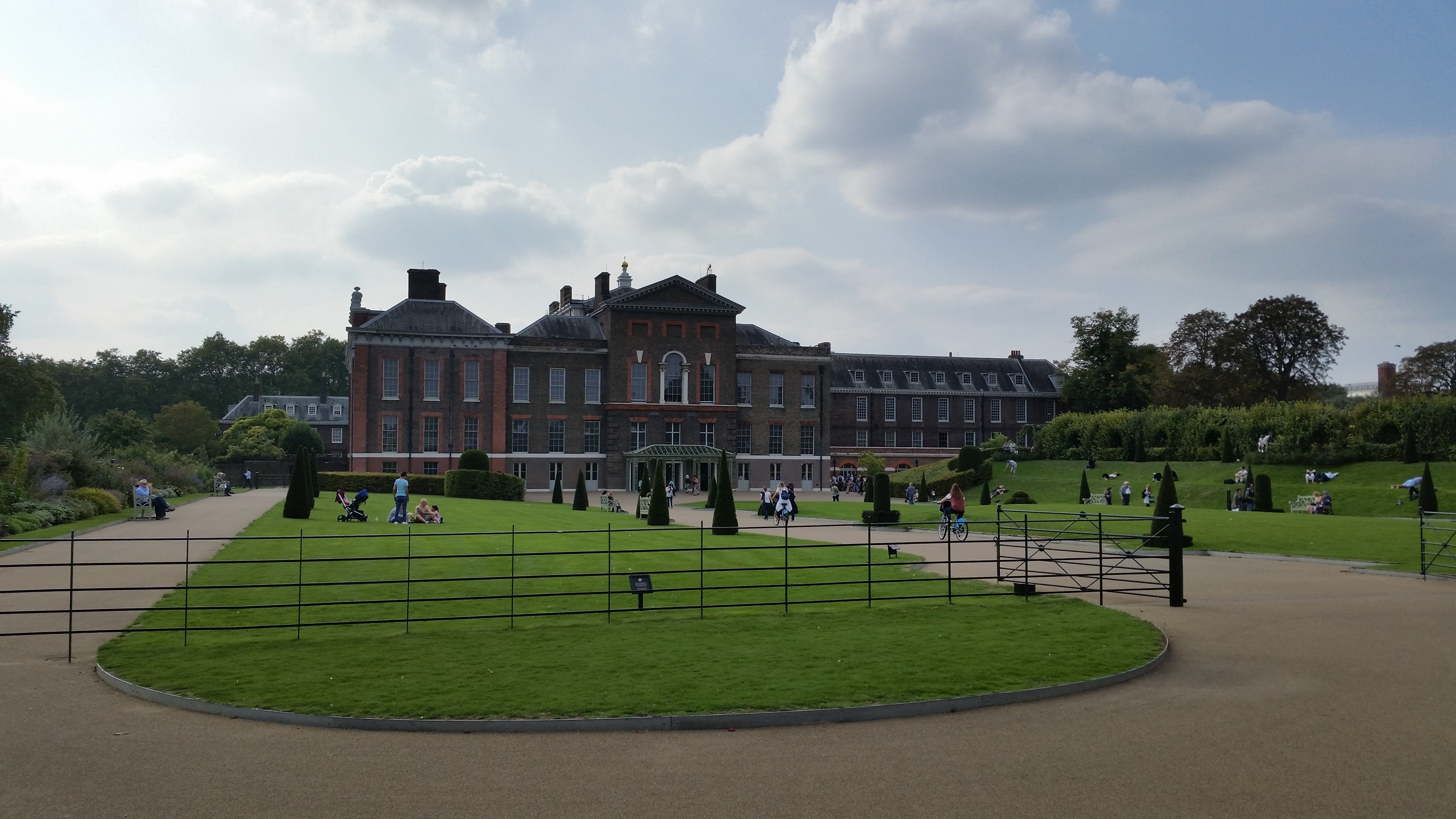
Intrarea din est a Palatului Kensington, Grădinile Kensington, Londra